# Ecosexualidad
El término ecosexual viene del prefijo eco (del grc: οἶκος) ("casa", "morada") prefijo que hace referencia a la rama de la biología que estudia las relaciones de los diferentes seres vivos entre sí y con su entorno: «la biología de los ecosistemas» (Margalef, 1998, p. 2) y al desarrollo de una sexualidad saludable. 
El término Ecosexual fue definido por primera vez por Annie Sprinkle en su manifiesto ecosexual. Término que seguramente fue inspirado tanto por el movimiento nudista reivindicativo afincado en Francia, "nude pur la nature", así como por la comunidad creada por Leona Johansson y su página web, "Fuck for Forest", dedicada a un Posporno con finalidad reivindicativa de protección medioambiental. 
Sprinkle y su compañera Beth Stephens definiéndose a sí mismas como "pioneras de la ecosexualidad" lo explicarían como una "clase de identidad de amantes sexuales del planeta", que establecería que; “La Tierra es nuestra amante.” Ellas publicarían el "Manifiesto Ecosexual" proclamando que cualquiera puede identificarse como Ecosexual siendo “GLBTQI, heterosexual, asexual, y/o Otra identidad sexual.”
En 2013 Annie Sprinkle crearía el film amateur titulado "Goodbye Gauley Mountain: an Ecosexual Love Story" en vídeo y en 2017 presentaron performances y arte visual, lecturas, y una previsualización de su nuevo film documental "El agua nos pone húmedas: Una aventura Ecosexual".